# Taylor (Columbia Británica)
Taylor es un municipio distrital canadiense situado en la provincia de Columbia Británica.

## Superficie
Taylor tiene una superficie de 16,92 km².

## Demografía
En 2021, tenía 1317 habitantes, una densidad poblacional de 77,8 hab./km², y 610 viviendas.